# فيليكس دبليو. أورتيز
فيليكس دبليو. أورتيز (بالإنجليزية: Félix Ortiz)‏ هو سياسي أمريكي، ولد في 2 نوفمبر 1959 في ساليناس في الولايات المتحدة. حزبياً، نشط في الحزب الديمقراطي. وقد انتخب عضو جمعية ولاية نيويورك.